# Ogrodzieniec (gromada)
Ogrodzieniec – dawna gromada, czyli najmniejsza jednostka podziału terytorialnego Polskiej Rzeczypospolitej Ludowej w latach 1954–1972.
Gromady, z gromadzkimi radami narodowymi (GRN) jako organami władzy najniższego stopnia na wsi, funkcjonowały od reformy reorganizującej administrację wiejską przeprowadzonej jesienią 1954 do momentu ich zniesienia z dniem 1 stycznia 1973, tym samym wypierając organizację gminną w latach 1954–1972.
Gromadę Ogrodzieniec z siedzibą GRN w Ogrodzieńcu (wówczas wsi) utworzono – jako jedną z 8759 gromad na obszarze Polski – w powiecie olkuskim w woj. krakowskim, na mocy uchwały nr 28/IV/54 WRN w Krakowie z dnia 6 października 1954. W skład jednostki wszedł obszar dotychczasowej gromady Ogrodzieniec ze zniesionej gminy Ogrodzieniec w tymże powiecie. Dla gromady ustalono 27 członków gromadzkiej rady narodowej.
1 stycznia 1956 gromadę Ogrodzieniec przyłączono do powiatu zawierciańskiego w woj. stalinogrodzkim, równocześnie znosząc ją przez nadanie jej statusu osiedla.
Utracone w 1870 roku prawa miejskie Ogrodzieniec odzyskał 1 stycznia 1973.